# Fekete Bertalan
Fekete Bertalan, Fekete Bertalan Endre (Miskolc, 1890. november 30. – Balassagyarmat, 1957. szeptember 7.) jogász, Miskolc polgármestere.

## Élete
Édesapja az abaújszakályi származású Fekete Bertalan (1856–1923), elismert lakatosmester, Miskolc törvényhatósági bizottságának tagja, édesanyja Győri Nagy Julianna (1866–1921) volt. A szülők Miskolcon kötöttek házasságot 1886. június 22-én.
 Alap- és középfokú iskoláit Miskolcon végezte. Az első világháború idején lovas tüzérezred keretében 35 hónapig frontszolgálatot teljesített és mint tartalékos tüzérszázados, számos hadikitüntetés tulajdonosa szerelt le. Utána Budapesten, az Pázmány Péter Tudományegyetemen jogi tanulmányokba kezdett, ahol 1918-ban szerzett államtudományi oklevelet, majd megszerezte a Keleti Kereskedelmi Akadémia oklevelét is. 1921-ben Borsod vármegye szolgabírája, majd aljegyzője, később pedig másodfőjegyzője volt. 1929-től az ózdi járás, 1934-től a miskolci járás főszolgabírája volt. 1938. február 14-én lett Miskolc polgármestere, 1943-ig töltötte be a funkciót.  
Beiktatási beszédében a következőket mondta: „Hivatali elődöm, Halmay Béla, telve volt ambícióval, gondolatokkal, becsületes, reális gondolkodással, szaktudással, szívjósággal, városszeretettel és munkabírással, – mégis felőrlődött. Most én léptem az őrlő malom hídjára, az a kérdés, engem is felőrölnek-e rövidesen a keservek, vagy pedig irányítója tudok lenni a város malmának. Bízom benne, hogy igen.” Aztán: „Politikával foglalkozni nem fogok, … A város polgármesterének politikai pártokon kívül kell állnia, csak egy irányvonal lehet, a városi politika.” Ne feledjük azonban, hogy a korszak az országos politika egyre erőteljesebb jobbratolódásának időszaka, amikor már túl vagyunk az első zsidótörvényen, és rövidesen jött a többi, egyre fokozottabb volt a háborús hisztéria. Kérdés volt, mennyire lehet tartani ilyen körülmények között ezt az ígéretet, és mennyire őrlik fel őt is a körülmények. 
Fekete Bertalan a várost nagyon nehéz gazdasági helyzetben vette át Halmay Bélától. Munkálkodása központjában Tapolca Miskolchoz csatolása, a fürdőterület kiépítése és a közlekedés megoldása állt. Elindult a városba vezető vízvezeték építése, amely a városi vízellátást segítette (1944-re készült el). A második világháború kitörése új helyzetet teremtett, de a megkezdett beruházások egy részét sikerült befejezni. Elkészült a Megyei Rendőr-főkapitányság épülete a Zsolcai kapuban, befejeződött az Erzsébet-fürdő felújítása, elkészült a Soltész Nagy Kálmán utcai gazdasági szakiskola, a városi kertészet és pálmaház. Parkosította az Avas város felé eső részét, felszámolta az avasi barlanglakásokat, folytatta a Népkert rendezését. Ötéves munkája révén rendeződött a város pénzügyi helyzete, csökkent adósságállománya. A háború szükségintézkedéseket is hozott: 1941 nyarán – elsőként az országban – bevezette a liszt- és zsírutalványt (kidolgozásával azt a dr. Jakab Ferencet, a közellátási hivatal munkatársát bízta meg, aki később Miskolc nyilas vezetője lett). 
A polgármester 1943 elején felmentését kérte megbízatása alól, amit 1943. január 20-án a rendkívüli közgyűlés jóváhagyott. Egyúttal határoztak arról is, hogy az új belügyminiszteri döntésig dr. Szlávy László polgármester-helyettes lássa el a polgármesteri teendőket. Fekete Bertalan 1943 decemberétől a Közellátási Minisztérium osztályfőnöke volt, majd 1944-ben államtitkárrá nevezték ki.
1945 márciusában megjelent Debrecenben és szolgálattételre jelentkezett a közellátási minisztériumban. Ezt követően a debreceni rendőrség politikai osztálya őrizetbe vette. Az államirendőrség politikai főosztálya 1945 szeptemberében fejezte be a nyomozást a miskolci polgármester elleni ügyben. A népügyészség addigi alacsony létszáma ellenére hat hónap alatt sem tudták elkészíteni ügyében a vádiratot, így a törvényes formaságok alapján Fekete Bertalant szabadlábra helyezték.
1946-ban Budapesten vette feleségül Lippich Évát.
Balassagyarmaton hunyt el 1957-ben szívizomelfajulás és cukorbaj következtében.